# Хавана (тауншип, Миннесота)
Хавана (англ. Havana) — тауншип в округе Стил, Миннесота, США. На 2000 год его население составило 607 человек.

## География
По данным Бюро переписи населения США площадь тауншипа составляет 93,2 км², из которых 90,6 км² занимает суша, а 2,6 км² — вода (2,75 %).

## Демография
По данным переписи населения 2000 года здесь находились 607 человек, 224 домохозяйства и 176 семей. На территории тауншипа расположено 229 построек со средней плотностью 2,5 построек на один квадратный километр. Расовый состав населения: 99,18 % белых и 0,82 % приходится на две или более других рас. Испанцы или латиноамериканцы любой расы составляли 0,66 % от популяции тауншипа.
Из 224 домохозяйств в 37,9 % воспитывались дети до 18 лет, в 68,8 % проживали супружеские пары, в 4,9 % проживали незамужние женщины и в 21,0 % домохозяйств проживали несемейные люди. 17,4 % домохозяйств состояли из одного человека, при том 10,3 % из — одиноких пожилых людей старше 65 лет. Средний размер домохозяйства — 2,71, а семьи — 3,06 человека.
28,2 % населения — младше 18 лет, 6,4 % — в возрасте от 18 до 24 лет, 24,7 % — от 25 до 44, 27,7 % — от 45 до 64, и 13,0 % — старше 65 лет. Средний возраст — 40 лет. На каждые 100 женщин приходилось 101,7 мужчин. На каждые 100 женщин старше 18 приходилось 105,7 мужчин.
Средний годовой доход домохозяйства составлял 52 500 долларов и средний доход семьи был 62 500 долларов. Средний доход мужчин —  40 250  долларов, в то время как у женщин — 26 071. Доход на душу населения составил 23 720 долларов. За чертой бедности не находилась ни одна семья и 1,0 % всего населения тауншипа, из которых 6,7 % старше 65 лет.